# Laminacauda vicana
Laminacauda vicana là một loài nhện trong họ Linyphiidae.
Loài này thuộc chi Laminacauda. Laminacauda vicana được Eugen von Keyserling miêu tả năm 1886.